# 卡馬爾多利會
卡馬爾多利會（拉丁語：Ordo Camaldulensium，英语：Camaldolese）包括男女两个修会，由意大利修士圣罗慕铎创建于大约1012年。修士们住在单独的房间里，但每天共同生活。修会于1072年得到教宗亚历山大二世的批准。
会名源自于意大利中部托斯卡纳大区阿雷佐省市镇波皮山上的卡马尔多利区（Camaldoli），那里的隐修院（義大利語：Sacro Eremo）是修会的发祥地和总部。

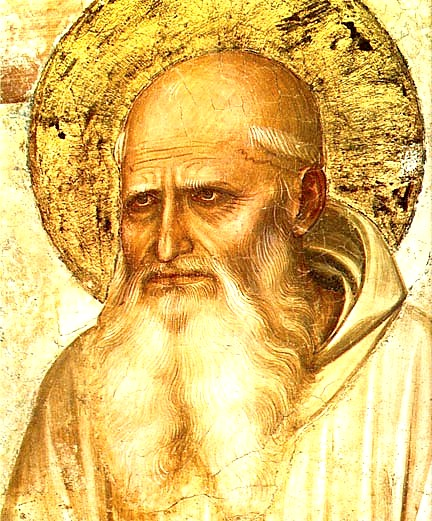
圣罗慕铎

意大利各地都有卡馬爾多利會的隐修院和修道院。该修会在佛罗伦萨建立的修道院，以出产高品质的羊皮纸手稿而著称，现在只有天神之后堂（Santa Maria degli Angeli）仍在使用。该修会在波兰克拉科夫和美国加州大瑟爾與伯克利也建有著名的修道院。

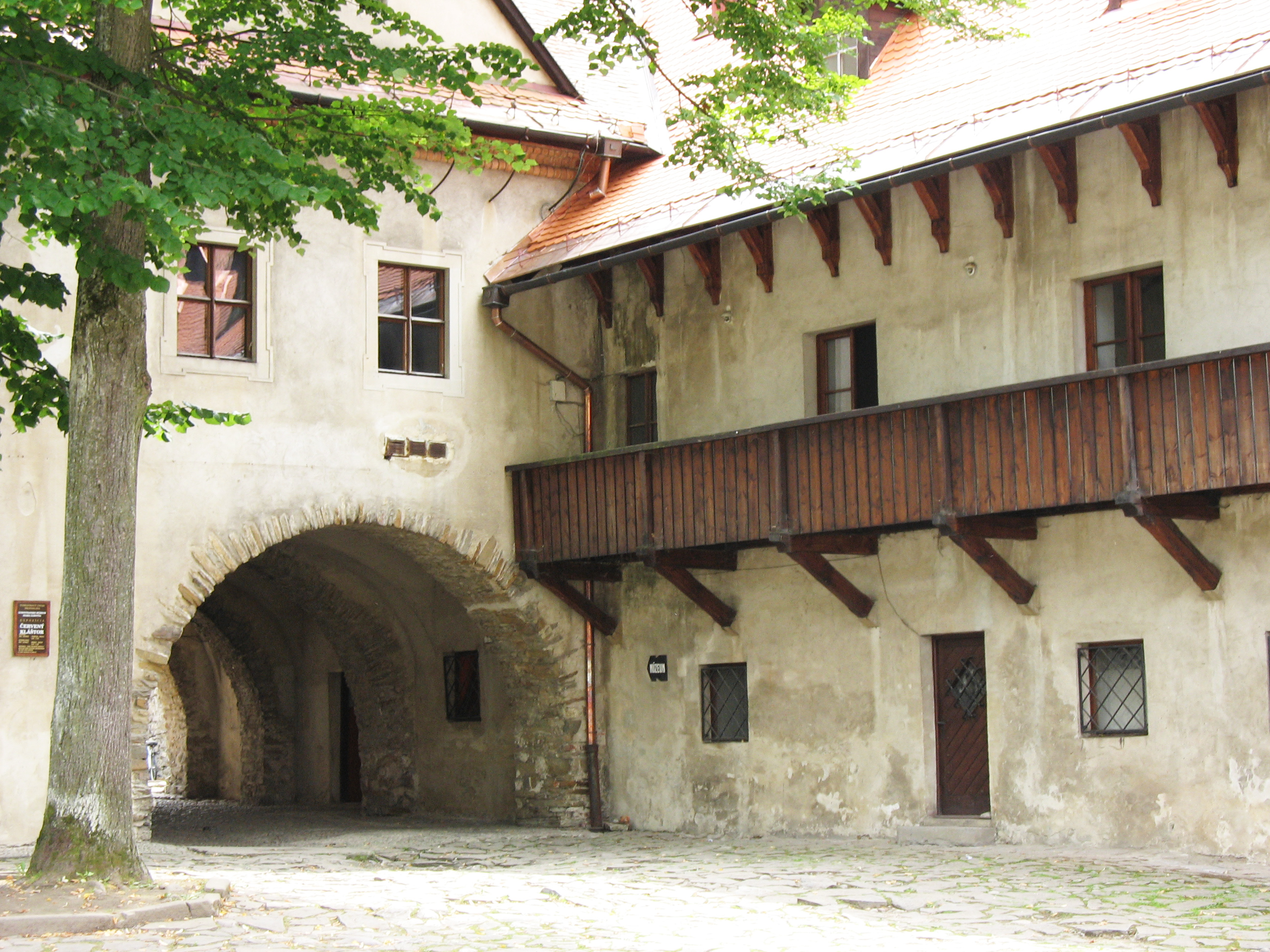
Former Camaldolese monastery in Červený Kláštor in 斯洛伐克
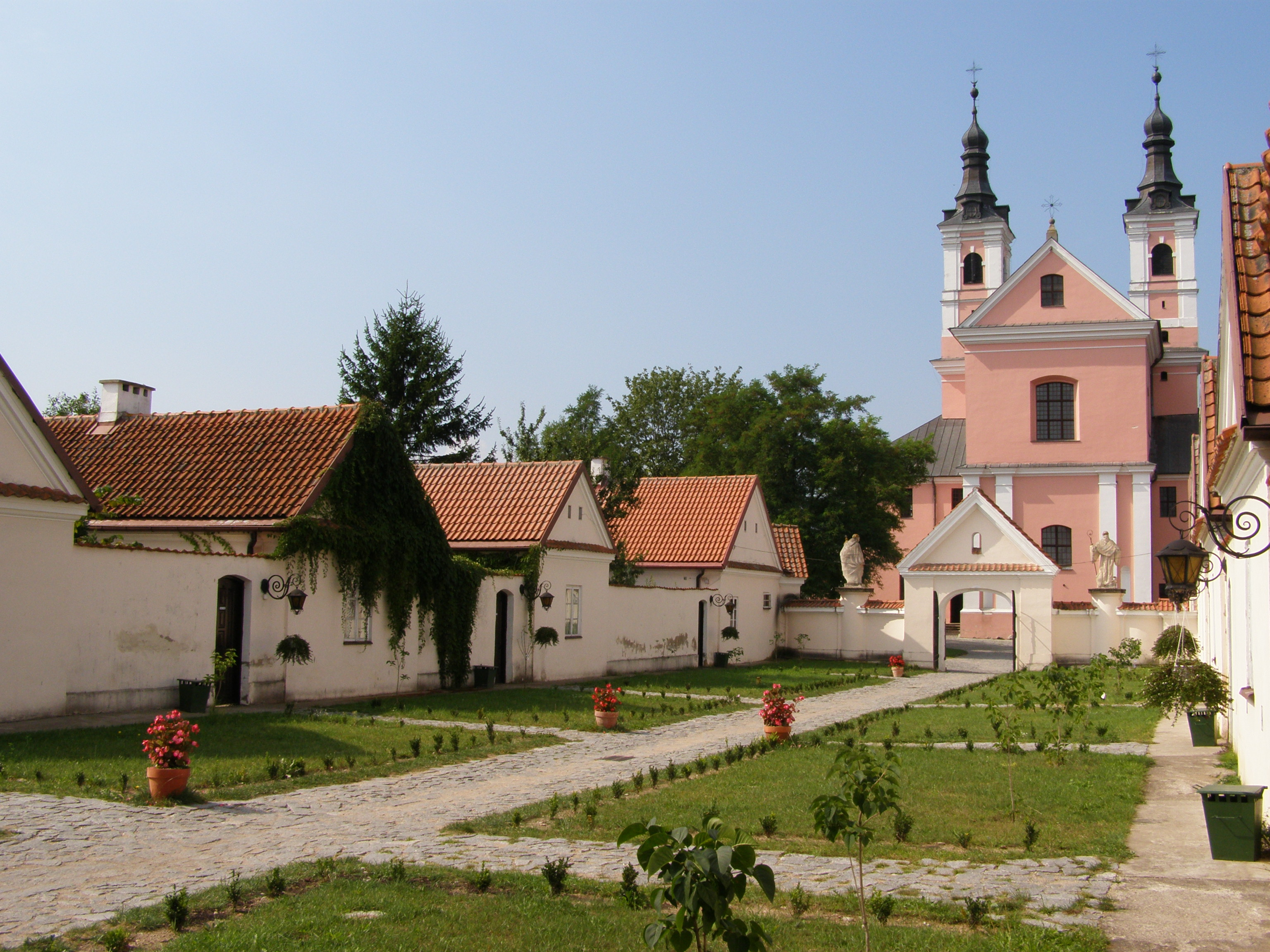
Former Camaldolese hermitage in Wigry, Poland